# Oola
För figuren med detta namn i Starwars episod VI, se Jedins återkomst
Oola (iriska: Uibhla) är ett samhälle i grevskapet Limerick i Republiken Irland i närheten av staden Limerick. Vägen N24 från Limerick till Waterford går rakt igenom orten och staden Tipperary ligger även den nära vägen. 